# David Lilja
David Lilja, född 23 januari 2000 i Karlskoga, är en svensk professionell ishockeyspelare (center) som från och med 2025 spelar för Timrå IK i Svenska Hockeyligan.
Säsongen 2023/2024 värvades han till Luleå HF i SHL, där han spelade i två säsonger. Säsongen 2024/2025 vann han SM-guld med Luleå HF.